# Santuario de los Mártires (Ontario)
El Santuario de los Mártires es un templo católico en Midland, Ontario, Canadá. Está consagrado a la memoria de los mártires jesuitas de entre 1642 y 1649. Es uno de los santuarios nacionales de Canadá, junto con el Oratorio de San José de Montreal y la Basílica de Sainte-Anne-de-Beaupré de Quebec.
Cinco murieron en el territorio de la actual Canadá y tres en el de los Estados Unidos, por lo que hay otro santuario en Aurisville, Estado de Nueva York.

## Historia
En 1907, Dennis O'Connor, arzobispo de Toronto, consagró una pequeña capilla en Waubaushene, Ontario, cerca del lugar donde fueron sufrieron el martirio Juan de Brébeuf y Gabriel Lalemant. Miles de peregrinos visitaron esta capilla.
Los ocho jesuitas mártires fueron beatificados 21 de junio de 1925 por Pío XI. Fueron canonizados el 29 de junio de 1930 por el mismo papa.
En junio de 1925, el superior provincial de los jesuitas anglosajones de Canadá consideró adecuado un santuario mayor más cercano a las aguas puras de la primavera y a la Misión de Sainte-Marie among the Hurons para que fuera un remanso de paz.
Actuando como arquitecto y capataz, contrató a 50 marineros en otoño de 1925. Parte de la madera provenía la capilla de Waubaushene y el resto fue donado por empresas madereras al norte del lago Hurón. Los bancos, las vidrieras, las estaciones del vía crucis y el altar fueron donados por iglesias de Londres (Ontario) y Toronto. El interior, esculpido como el interior de una canoa, fue diseñado y construido por Ildège Bourrie. La construcción fue completada en el invierno de 1925 y el santuario fue consagrado formalmente el 25 de junio de 1926 por el cardenal William Henry O'Connell de Boston, Massachusetts. El santuario alberga los huesos de los misioneros santos Juan de Brébeuf, Gabriel Lalemant y Carlos Garnier.
El 15 de septiembre de 1984 san Juan Pablo II visitó el santuario y rezó sobre el cráneo de Juan de Brébeuf.